# Nabil Aankour
Nabil Aankour (arab. ‏نبيل عنكور‎, ur. 9 sierpnia 1993 w Temsamane) – marokański piłkarz występujący na pozycji pomocnika.

## Kariera klubowa
Piłkę nożną zaczął trenować w wieku ośmiu lat. Występował w Étoile Filante Bastiaise (2001–2008), skąd przeniósł się do akademii SC Bastia. Zadebiutował w nich 15 maja 2011 w przegranym meczu z rezerwami AS Beauvais Oise (0:3). W sezonie 2012/2013 rozegrał we francuskiej piątej lidze 19 spotkań, zdobywając dwie bramki: pierwszą 15 grudnia 2012 w wygranym meczu z Olympique Noisy-le-Sec (2:0), a drugą 20 kwietnia 2013 w spotkaniu z Entente SSG (2:2). W sezonie 2013/2014 wystąpił w 20 meczach piątego poziomu rozgrywkowego, strzelając gola w rozegranym 15 marca 2014 spotkaniu z Saint-Ouen-l'Aumône (2:1).
Na początku lipca 2014 przeszedł do Korony Kielce, z którą podpisał dwuletni kontrakt z opcją przedłużenia o rok. W Ekstraklasie zadebiutował 25 lipca 2014 w meczu z GKS-em Bełchatów (0:2). W sezonie 2014/2015 rozegrał w najwyższej polskiej klasie rozgrywkowej 18 meczów, w większości wchodząc na boisko z ławki rezerwowych. Wystąpił również w sześciu meczach trzecioligowej drużyny rezerw kieleckiego klubu, zdobywając bramkę w rozegranym 27 września 2014 spotkaniu z MKS-em Trzebinia-Siersza (4:1). W sezonie 2015/2016 rozegrał w Ekstraklasie 27 meczów (w tym 18 w pierwszym składzie). W sezonie 2016/2017 stał się podstawowym zawodnikiem Korony – wystąpił w 29 meczach i zdobył trzy bramki – 5 listopada 2016 strzelił gola w wyjazdowym spotkaniu z Niecieczą KS (3:1), a 26 listopada 2016 zdobył dwie bramki w domowym meczu z Pogonią Szczecin (4:1), po którym został wybrany do najlepszej jedenastki 17. kolejki Ekstraklasy. W styczniu 2017 przedłużył kontrakt z Koroną do końca czerwca 2019. Sezon 2017/2018 rozpoczął jako podstawowy zawodnik Korony, w pierwszych sześciu spotkaniach zdobył dwie bramki (przeciwko Cracovii i Jagiellonii Białystok). Później jednak pauzował z powodu kontuzji, a po powrocie do gry nie wywalczył już sobie pewnego miejsca w kieleckim zespole, kończąc rozgrywki z 14 ligowymi meczami na koncie.
W lipcu 2018 podpisał dwuletni kontrakt z Arką Gdynia. Zadebiutował w niej 21 lipca 2018 w meczu z Wisłą Kraków (0:0), w którym w 60. minucie zmienił Gorana Cvijanovicia.

## Życie prywatne
Urodził się w Maroku, z którego w wieku pięciu lat wyjechał do Francji. W tym kraju uzyskał maturę. W marcu 2016 roku otrzymał francuskie obywatelstwo.

## Statystyki
| Klub             | Sezon     | Liga        | Liga   | Liga   | Puchar kraju | Puchar kraju | Łącznie | Łącznie |
| Klub             | Sezon     | Liga        | !Mecze | Bramki | Mecze        | Bramki       | Mecze   | Bramki  |
| ---------------- | --------- | ----------- | ------ | ------ | ------------ | ------------ | ------- | ------- |
| SC Bastia B      | 2010/2011 | CFA2        | 2      | 0      | –            | –            | 2       | 0       |
| SC Bastia B      | 2011/2012 | CFA2        | –      | –      | –            | –            | –       | –       |
| SC Bastia B      | 2012/2013 | CFA2        | 19     | 2      | –            | –            | 19      | 2       |
| SC Bastia B      | 2013/2014 | CFA2        | 20     | 1      | –            | –            | 20      | 1       |
| SC Bastia B      | Łącznie   | Łącznie     | 41     | 3      | 0            | 0            | 41      | 3       |
| Korona Kielce    | 2014/2015 | Ekstraklasa | 18     | 0      | 0            | 0            | 18      | 0       |
| Korona Kielce    | 2015/2016 | Ekstraklasa | 27     | 0      | 1            | 0            | 28      | 0       |
| Korona Kielce    | 2016/2017 | Ekstraklasa | 29     | 3      | 0            | 0            | 29      | 3       |
| Korona Kielce    | 2017/2018 | Ekstraklasa | 14     | 2      | 1            | 0            | 15      | 2       |
| Korona Kielce    | Łącznie   | Łącznie     | 88     | 5      | 2            | 0            | 90      | 5       |
| Arka Gdynia      | 2018/2019 | Ekstraklasa | 26     | 2      | 3            | 1            | 29      | 1       |
| Arka Gdynia      | 2019/2020 | Ekstraklasa | 2      | 0      | 0            | 0            | 2       | 0       |
| Arka Gdynia      | Łącznie   | Łącznie     | 28     | 2      | 3            | 1            | 31      | 1       |
| Mouloudia Wadżda | 2020/2021 | GNF 1       | 12     | 1      | 0            | 0            | 12      | 1       |

## Sukcesy
Arka Gdynia
- Superpuchar Polski: 2018